# Älvkarleby község
Älvkarleby község (svédül: Älvkarleby kommun) Svédország 290 községének egyike. Uppsala megyében található, székhelye Skutskär.
A mai község 1863-ban jött létre.

## Települések
A község települései:
| Település  | Népesség | Megjegyzés         |
| ---------- | -------- | ------------------ |
| Gårdskär   | 348      |                    |
| Marma      | 304      |                    |
| Skutskär   | 5807     | a község székhelye |
| Älvkarleby | 1648     |                    |